# Liparis petraea
Liparis petraea är en orkidéart som beskrevs av Leonid Vladimirovitj Averjanov och Averyanova. Liparis petraea ingår i släktet gulyxnen, och familjen orkidéer.
Artens utbredningsområde är Vietnam. Inga underarter finns listade i Catalogue of Life.